# 御殿場・小山RDFセンター
座標: 北緯35度19分2秒 東経138度58分13秒 / 北緯35.31722度 東経138.97028度
御殿場・小山RDFセンター（ごてんば・おやまRDFセンター）は静岡県駿東郡小山町にあったゴミ処理施設。御殿場市・小山町広域行政組合によって運営される。設計・施工は三菱商事・石川島播磨重工業・荏原製作所・フジタ共同企業体。建設費79億2070万円。

## 歴史
ゴミを廃棄物固形燃料（RDF）に加工することで燃料として再利用できるというふれこみで1999年3月に完成した。しかし、稼動開始直後から処理機械の故障が頻発し火災も発生、また、ダイオキシン規制の強化で固形燃料の引き取り手が現れないことが問題になった。
広域行政組合は施設の能力が当初の説明に比べて劣っているとして、2003年に共同企業体に対して損害賠償訴訟を起こし、79億2070万円の返還を求めた。東京地方裁判所は和解を勧告し、2006年11月に共同企業体が広域行政組合に20億円支払うことで和解した。
さらに、2005年12月には構造計算書偽造問題で問題視されている一級建築士が構造計算書の作成に関与していたことが判明したため調査したところ、3月になって耐震強度が不足していることが明らかになった。耐震強度が基準の3割から5割で震度5強の地震で倒壊する可能性があるとされる。問題視される一級建築士の構造計算作業に問題はなく、フジタ一級建築士事務所の不手際だったとして共同企業体による謝罪が行われ、補修が行なわれた。
組合はRDFセンターの維持費が高額にのぼり、さらにRDFの引き受け先への輸送費も財政への負担になっていることから廃止することとなり、2015年3月31日をもってゴミの受入および施設の運転を終了した。

## ゴミ処理
年間約3万トンのゴミから1万9000トンのRDFを製造可能。製造されたRDFのうち4600トンを地元の研究所に売却されている。製造コストがRDF1トン当たり3万円なのに対し、売却額はその100分の1の300円となっている。9000トンは山口県まで輸送し廃棄物として処理されていた。